# Košarkaški klub Budućnost Podgorica
Il Košarkaški klub Budućnost è una squadra di pallacanestro montenegrina avente sede nella capitale Podgorica. 
Fondato nel 1949, disputa la Lega Adriatica e il campionato nazionale montenegrino di massima divisione, la Prva A Liga. Gioca le partite interne nella struttura del Sportski centar Morača, la cui capacità è di 4.570 posti a sedere.
Fa parte della polisportiva Sportsko Društvo Budućnost.

## Storia

### I primi anni e la partecipazione alla YUBA liga
Il Budućnost venne fondato nel 1949 come sezione cestistica della società polisportiva Sportsko Društvo Budućnost.
Nei primi anni, la formazione di Podgorica, prese parte ai campionati montenegrini, allora serie inferiore della YUBA liga, e il debutto nel massimo campionato jugoslavo avvenne solamente nella stagione 1980-1981 chiusa all'8º posto con un bilancio di 8 vittorie e 13 sconfitte.
Gli anni successivi furono all'insegna della lotta per non retrocedere, ma nella stagione 1985-1986, la formazione biancoblu raggiunse le semifinali, perse contro i futuri campioni dello Zadar. Tale traguardo aprì le porte alle competizioni europee, con la partecipazione alla Coppa Korać 1986-1987: dopo aver battuto agevolmente il Karşıyaka, nel girone eliminatario si scontrarono con JuveCaserta, Estudiantes, e Challans, vincendo una sola partita.
Tra alti e bassi, il Budućnost si mantenne sempre nella parte inferiore della classifica, fino alla dissoluzione della Jugoslavia, che determinò la nascita dei diversi campionati nazionali.

### I primi successi
Con la nascita della Repubblica Federale di Jugoslavia nel 1992, le squadre serbe e montenegrine continuarono a giocare nel campionato di prima divisione, sempre denominato YUBA liga.
I primi anni non furono particolarmente entusiasmanti per la formazione di Podgorica ma a partire dalla stagione 1995-96, la squadra iniziò seriamente a competere con le superpotenze serbe del Partizan Belgrado e della Stella Rossa Belgrado, vincendo tre campionati consecutivi (1998-99, 1999-2000 e 2000-01) e altrettante Coppe di Jugoslavia (1996, 1998, 2001).
Nel 2003 la Repubblica Federale di Jugoslavia fu rinominata Serbia e Montenegro e il campionato nazionale mantenne inalterata la denominazione; ma il Budućnost non riuscì più a competere ad alto livello.

### Il dominio assoluto in patria
Con la separazione del Montenegro dalla Serbia, nel maggio 2006, nacque il campionato di pallacanestro serbo, e quello montenegrino.
Da allora è incontrastato il dominio assoluto della formazione biancoblu, con 11 successi in altrettante edizioni (2006-07, 2007-08, 2008-09, 2009-10, 2010-11, 2011-12, 2012-13, 2013-14, 2014-15, 2015-16, 2016-17) e 11 Coppe del Montenegro (2007, 2008, 2009, 2010, 2011, 2012, 2014, 2015, 2016, 2017, 2018) in dodici edizioni del torneo.
Nella stagione 2017/2018 vince per la prima volta la Lega Adriatica acquisendo il diritto a partecipare all'Eurolega nella stagione successiva.

## Roster 2021-2022
Aggiornato al 26 agosto 2021.
|    | Naz.                                                   | Ruolo | Sportivo              | Anno | Alt. | Peso |  |
| -- | ------------------------------------------------------ | ----- | --------------------- | ---- | ---- | ---- |  |
| 1  | Stati Uniti (bandiera) · Montenegro (bandiera)         | P     | Justin Cobbs          | 1990 | 191  | 86   |  |
| 4  | Montenegro (bandiera)                                  | G     | Suad Šehović          | 1987 | 197  | 100  |  |
| 7  | Montenegro (bandiera)                                  | AG    | Danilo Nikolić        | 1993 | 205  | 93   |  |
| 13 | Montenegro (bandiera)                                  | A     | Aleksa Ilić           | 1996 | 203  | 86   |  |
| 19 | Montenegro (bandiera)                                  | C     | Zoran Nikolić         | 1996 | 212  | 106  |  |
| 30 | Montenegro (bandiera)                                  | PG    | Petar Popović         | 1996 | 195  | 87   |  |
|    | Bosnia ed Erzegovina (bandiera)                        | GA    | Edin Atić             | 1997 | 201  | 88   |  |
|    | Montenegro (bandiera)                                  | P     | Igor Drobnjak         | 2000 | 191  | 84   |  |
|    | Serbia (bandiera)                                      | AG    | Marko Jagodić-Kuridža | 1987 | 205  | 104  |  |
|    | Serbia (bandiera)                                      | AP    | Vladimir Micov        | 1985 | 203  | 100  |  |
|    | Stati Uniti (bandiera)                                 | AC    | Willie Reed           | 1990 | 211  | 111  |  |
|    | Stati Uniti (bandiera)                                 | G     | D.J. Seeley           | 1989 | 193  | 88   |  |
|    | Stati Uniti (bandiera) · Macedonia del Nord (bandiera) | AG    | Jacob Wiley           | 1994 | 203  | 101  |  |

### Staff tecnico
| Allenatore: | Aleksandar Džikić |
| Assistente: | Vlado Todorović   |

## Cestisti
Tantissimi sono i campioni che hanno vestito la maglia del Budućnost, tra i quali meritano una menzione particolare Žarko Čabarkapa, Aleksandar Pavlović, Slavko Vraneš, Nikola Vučević, Žarko Paspalj e Igor Rakočević che hanno mosso i primi passi nel basket professionistico con la casacca biancoblu, e hanno poi giocato nella NBA, il più importante campionato di pallacanestro al mondo.

## Palmarès

### Trofei nazionali
- YUBA liga: 3

1998-99, 1999-00, 2000-01
- Campionato montenegrino: 15

2006-2007, 2007-2008, 2008-2009, 2009-2010, 2010-2011, 2011-2012, 2012-2013, 2013-2014, 2014-2015, 2015-2016, 2016-2017, 2018-2019, 2020-2021, 2021-2022, 2022-2023, 2023-2024
- Coppa di Jugoslavia: 3

1996, 1998, 2001
- Coppa del Montenegro: 16

2007, 2008, 2009, 2010, 2011, 2012, 2014, 2015, 2016, 2017, 2018, 2019, 2020, 2021, 2022, 2023

### Trofei internazionali
- Lega Adriatica: 1

2017-2018

## Tifoseria
I Varvari (serbo: Варвари, ovvero Barbari) sono i tifosi della sezione calcistica della polisportiva del Budućnost, anche se generalmente con tale appellativo vengono identificati tutti i tifosi del Budućnost.